# 安定縣 (洪武)
安定縣，是明朝时设置的县，在今甘肅省定西市安定區。

## 沿革
- 明太祖洪武十年（1377年），降安定州为安定縣，隸屬陝西鞏昌府[1]。
- 民国3年（1914年），因與陝西省安定县重名，甘肅省安定县改为定西县[2]。

## 知縣

### 明朝
- 方叔亮，贡生，直隶人
- 周杰，贡生，湖广人
- 萧庸
- 刘奉先
- 宋道，河南人
- 黄惠，举人，福建人
- 周豫，湖广人
- 赵天祐，四川人
- 陈信，进士，河南信阳人
- 杜让，举人，密云人
- 赵通，直隶沧州人
- 张蛟，贡生，河南阳武人
- 李世相，举人，山西介休人
- 张世昌，举人，山东德平人
- 许弗如，举人，直隶定兴人
- 胡文，举人，直隶人
- 陈嘉谟，举人，山西临汾人
- 杨松，举人，云南嵩明人
- 邵世禄，监生，山西河津人
- 张应举，贡生，直隶无极人
- 望廷臣，举人，湖广夷陵人
- 余宗传，举人，四川内江人
- 葛登府，监生，山西浑源人
- 王克慎，监生，山西宁晋人
- 史炳，举人，山东益都人
- 童有勋，监生，湖广安岳人
- 陈汝霖，举人，四川内江人
- 林桂，贡生，山西阳和卫人
- 李作正，举人，直隶真定人
- 王籓，贡生，河南孟津人
- 黄沂，监生，北直隶清丰人
- 张永茂，监生，山西浮州人
- 卜庆，举人，河南人
- 何敏，四川马湖人
- 薛箴，举人，山西人
- 周和，举人，河南封丘人
- 袁明，举人，四川嘉定州人
- 张旻，举人，直隶大成人
- 贾秉谊，举人，四川南溪人
- 胡钺，贡生，山东博兴人
- 杨瓉，贡生，四川成都人
- 房蘭，贡生，山东沂州人
- 张晓，贡生，四川彭水人
- 冷昂，贡生，山东益都人
- 高登，贡生，山东蒲台人
- 施文瑞，贡生，辽东人
- 王谭，贡生，山东掖县人
- 刘一靖，贡生，直隶任县人
- 刘鑑，举人，河南陈州人
- 范志，贡生，山西祁县人
- 袁直，贡生，河南杞县人
- 来宣，监生，河南河内人
- 王道，直隶卢龙人
- 黄铠，举人，山西太原人
- 杨相，举人，直隶永平人
- 黄鑑，举人，直隶河间人
- 岳思忠，举人，河南仪封人
- 张本，举人，直隶东安人
- 曹铭，监生，山东临清人
- 王雄，贡生，河南南阳人
- 刘宠，贡生，山东东平人
- 林通，贡生，山东文登人
- 王瀛，监生，山东济宁人
- 贾策，羽林前卫人
- 张格，监生，山西太平人
- 阎满，举人，山东信阳人
- 杨继朝，举人，四川内江人
- 刘哲，贡生，直隶冀州人
- 恽应翼，贡生，直隶武进人
- 董佳谟，举人，山西泽州人
- 李从元，举人，河南洛阳人
- 芮质成，贡生，顺天宝坻人
- 何崇宗
- 韩珙，贡生，山西人
- 董尽伦，举人，四川合州人
- 梁栋，贡生，山西繁畤人
- 刘昌允，举人，直隶雄县人
- 刘定宇，举人，山西定襄人
- 薄匡宇，举人，山西定襄人
- 何梓，贡生，四川人
- 许可进，选贡，辽东东宁人
- 叚焕然，举人，山西洪洞人
- 王垣，贡生，四川宜宾人
- 胡邦献，贡生，山东人
- 孟守训，选贡，直隶延庆人
- 张经，贡生，山东滋阳人
- 应昌士，进士，浙江临海人

### 清朝
- 赵凤起，贡生，直隶迁安人
- 陈曰望，贡生，河南孟津人
- 刘藜燦，举人，湖广江夏人
- 萧綦隆，进士，山东嘉祥人
- 秦馀馨，举人，湖广人
- 戚藩，进士，河南人
- 周式禾，贡生，江南泾县人
- 张贞侯，进士，浙江桐城人
- 王浴，贡生，山西河曲人
- 龚佳育，吏员，浙江仁和人
- 许珌，举人，福建侯官人
- 王明旦，举人，直隶房山人
- 王用，吏员，山东沂水人
- 杨[辶冕]，荫生，河南太康人
- 王道荡，武进士，甘肃甘州人
- 张尔介，进士，直隶赵州人
- 许迁木，贡生，浙江人[3]